# جبل لهايل
جبل لهايل عبارة عن جبل بركاني خامد يقع في السعودية، وتحديداً في حرة البقوم الواقعة بين منطقتي مكة المكرمة والباحة. يبلغ ارتفاع الجبل نحو 1633 م.